# 宋元学案
『宋元学案』（そうげんがくあん）は、黄宗羲によって着手され、全祖望によって補修され、王梓材と馮雲濠によって完成された一種の学術史。中国の宋代と元代に活躍した儒学者を対象とし、その学脈、思想や生涯を略述したもの。黄宗羲のもう一つの学術史である『明儒学案』と並称される著書。全100巻。かつては宋代と元代の儒学史を扱う場合、必読の書とされていた。

## 編纂過程
明朝一代の儒学の歴史を論じた『明儒学案』を完成させた黄宗羲は、つづいてその淵源に思いを寄せ、宋代と元代の儒学史を論ずべく『宋元学案』の完成を期した。しかし黄宗羲は着手した後すぐに没し、本書の完成は息子の黄百家に依託された。この黄宗羲自身によって執筆されたものが黄氏原本である。
黄宗羲にその完成を依託された黄百家であったが、これも完成させられずに没し、さらに『宋元学案』の完成は黄百家の子（黄宗羲の孫）の黄千人に任された。この黄千人と親交があり、また自身も黄宗羲に私淑していたのが全祖望である。全祖望は黄千人の要請を受け、『宋元学案』の完成に鋭意努力する。後人によると全祖望の増訂過程は大きく4点の特色があったとされる。それは修定・補本・次定・補定とされるもので、「次定に所謂修補なく、補本に所謂原本なく、修定は必らず由来する所あり、補定は兼ねて其の特立を著わす」（校刊宋元学案条例）とまとめられる。
- 修定‐黄宗羲原本にあって、全祖望が増損したもの。標記は「黄某原本、全某修定」
- 補本‐黄宗羲原本になくて、全祖望が特に立てたもの。標記は「全某補本」
- 次定‐黄宗羲原本にあって、全祖望はただその巻第を分けただけのもの。標記は「黄某原本、全某次定」
- 補定‐黄宗羲原本にあって、全祖望はその巻第を分けて特別に学案を立てたもの。標記は「黄某原本、全某補定」

全祖望はこれらの増訂を行い、さらに全100巻の「序録」を付け加えて全体の骨子を完成させた。しかしこの全祖望も『宋元学案』を完成させることは出来ずに没した。全祖望没後、その稿本は弟子の盧鎬の手に渡り、盧氏によって完成を期待された。盧氏は全祖望稿本の一部を鈔写する傍ら全書の出版に尽力したが、結局出版の目途が立たずに没し、全氏稿本と盧氏蔵稿本は盧氏の子孫が保存することになった。この盧氏所蔵の全氏稿本と盧氏蔵稿本を手に入れ出版したのが、黄宗羲の玄孫の黄璋、その子の黄徴、孫の黄直垕である。これが黄氏校補本である。
『宋元学案』は『明儒学案』ほどに流行しなかった。そのため全祖望の郷里の人であった王梓材と馮雲濠は、改めて『宋元学案』の再校訂を志し、黄氏校補本を始め、諸種の版本を取り寄せて比較校訂・増補を加え、ようやく完成させたのが現行本『宋元学案』の原本である。既に時代は道光となっており、黄宗羲没後80年余り経っていた。
王梓材らの利用した版本は以下の通り（『宋元学案』冒頭の「宋元学案考略」による）。
- 黄宗羲原本
- 全祖望修補本
- 二老閣鄭氏刊本
全祖望が黄宗羲と縁のある鄭氏に依頼し出版したもの。「序録」と「第十七巻横渠学案上巻」のみ。全祖望が死亡して事業も止んだ。なおこの時の版本は全祖望未定稿であったとされ、次の盧氏蔵本と異なる部分が多かった。
- 月船盧氏所蔵底稿本
全祖望の高弟の盧鎬は、全氏の没後、全氏の『宋元学案』稿本を手に入れた。盧氏は全氏稿本を鈔写するとともに出版を急いだが適わず、稿本はそのまま盧氏の子孫の保護することになった。
- 樗庵蔣氏所蔵底校残本
全祖望稿本の別本（不完全本）で、その弟子の蔣学鏞の手に渡ったもの。60巻の目があったとされる。基本的に盧氏蔵本と同じであるが、まま盧氏蔵本にない部分を含んでいた。
- 余姚黄氏校補本
黄宗羲の子孫が編纂したもの。盧氏蔵本を手に入れて出版したもので、全86巻であった。

王梓材らの編輯方針は厳格で、黄宗羲原本、全祖望稿本とを明白に区別し、全祖望の校訂の状態も併せて注記している。また黄氏刊本の86巻目を、100巻目に改訂して全祖望「序録」の原貌に戻した。詳細は『宋元学案』冒頭に附された「校刊宋元学案条例」に詳しい。
王梓材らの完成させた『宋元学案』は馮雲濠の私財によって出版したが、アヘン戦争によって版本も焼失した。後、何紹基の援助の下、王梓材の綿密な校訂を経て再度出版された。これが何本であり、現行本の原本に当たるものである。ただしこの版本も出版後すぐに火事で焼失し、市中に出回った数は少数に止まった。
以後、何本を底本にした幾つかの版本が存在する。代表的なものは龍汝霖の刻本で、その他に石印本（上海文瑞楼本）、万有文庫本や世界書局本（『四朝学案』所収）、四部備要本、国学基本叢書本などが存在する。2007年現在、比較的利用されているものに、中華書局の出版した校点本（新式の句読を施したもの）で所謂中華書局本がある。中華書局本は、事実上何紹基本を利用したものであるが、底本としては龍汝霖の刻本を選択し、四部備要、万有文庫、世界書局本などで補正したものである。また『黄宗羲全集』第3冊‐第6冊（2005年版。1992年旧版も4冊本）にも収められた。
なお王梓材と馮雲濠は全祖望の遺志を受け継いで、『宋元学案』に洩れた史料を網羅して『宋元学案補遺』を作った。これは現在『四明叢書』などに収められている。なお巻第は『宋元学案』と同じく作られており、宋元時代の学者を総論した附録3巻が添付されている。

## 内容上の特色
『宋元学案』は、『明儒学案』が各人の思想的問題や学問の宗旨を重んじたのに対して、各人の史実や考証を重んじたものとなっており、思想分析よりは資料収集的な側面が強い。これは『明儒学案』を独力で完成させた黄宗羲と、『宋元学案』の実質的な編纂者である全祖望との学問傾向の相違によるものとも言われている。ただ『明儒学案』以上に学脈の探索に熱心で、各学案の冒頭には学案表が附載され、師承・同調・朋友などの関係が一望の下に明らかになるように苦心されている。
『宋元学案』の学者の配列は、道統を基調としている。道統とは、朱子学の正統性を示すために作られた、古代からの正統な学脈のことである。本書は冒頭に胡瑗・孫復らを置いて宋代道統の淵源とし、次でその羽翼として范仲淹・欧陽脩らを配置する。そして道統の本尊として周程張朱と呼ばれる周敦頤‐程顥・程頤‐張載‐朱熹を骨格とする。その傍流として、活躍時期を勘案しつつ司馬光、程門諸氏、朱熹の交遊者、朱熹の後学を列挙し、最後に元朝の諸儒に及んで学案を閉じている。またどの系列にも納まらない雑多な学者は、「諸儒学案」にまとめ置かれている。
『宋元学案』巻末には「荊公新学略」「蘇氏蜀学略」「屏山鳴道集説略」が活躍時期を無視して置かれている。荊公は王安石の、蘇氏は蘇軾・蘇轍兄弟の、屏山は李純甫のことを指す。彼等は程頤や朱熹と敵対した人々や、儒学と仏教を融合させた人物であるため、正式な儒学者とは見なされず、一層劣ったものとして扱われたことによる。

## 索引
- 東京帝國大學文學部支那哲文學研究室讀經會編『宋元學案人名索引　附異名索引』（関書院，1935年）
- 衣川強編『宋元學案・宋元學案補遺人名字號別名索引』（京都大學人文科學研究所，1974年）